# Alfa Romeo
Alfa Romeo Automobiles S.p.A. sommetider blot kaldet Alfa er en italiensk bilproducent. Virksomheden er grundlagt som A.L.F.A. (Anonima Lombarda Fabbrica Automobili) 24. juni 1910 i Milano, hvor hovedsædet fortsat ligger. Siden 1911 har virksomheden været involveret i racerløb og den har et renommé for at bygge dyre sportsbiler. Alfa var ejet af et statsejet italiensk holdingselskab Istituto per la Ricostruzione Industriale fra 1932 til 1986, hvor den blev overtaget af Fiat-koncernen, og siden februar 2007 en del af Fiat Group Automobiles S.p.A., der i dag er en del af Stellantis.
I 2011 blev der fremstillet 130.000 Alfa Romeo-biler.

## Logo
Alfa Romeos logo er tegnet af grafikeren Romano Cattaneo i 1910 og er inspireret af Viscontifamiliens våbenskjold med det røde kors og biscione (slangen der æder et menneske), der kan ses over den store port til slottet Castello Sforzesco i Milano.
Med hjælp fra designeren Giuseppe Merosi blev Milanos byvåben integreret i det runde logo, der er omkranset af en mørkeblå ring. Laurbærkransen rundt om logoet blev tilføjet efter Alfa Romeos sejr i det første automobile verdensmesterskab (nutidens Formel 1) i 1925.

## Faciliteter
Den oprindelige fabrik i Arese, lige nord for Milano, huser i dag Centro Stile, der er Alfa Romeos designcenter, mens størstedelen af produktionen foregår på fabrikken i Napoli, der i 1970'erne blev kendt for at producere Alfasud (sud = syd, altså fabrikken i syd). Med åbningen af Alfasudfabrikken forsvandt Milano navnet fra logoet.
Alfa Romeo museet ligger stadig i Arese.

## Modeller
Nogle kendte modeller er:
- 1966: Alfa Romeo Spider, også kaldet Duetto, som Dustin Hoffman kørte i 'Fagre voksne verden' (The Graduate)
- 1971: Alfasud blev præsenteret som den første Alfa med forhjulstræk
- 1992: Alfa 155 Q4 med 4-cylindret rækkemotor med turbo og permanent 4-hjulstræk – i realiteten en Lancia Delta Integrale i jakkesæt.
- 1997: Alfa 156 bliver årets bil i Danmark og Europa 1998
- 2000: Alfa 147 bliver årets bil i Europa 2001

## Motorsport
Alfa Romeo har været engageret i motorsport siden 1911, hvor man stillede til start med to 24 HP modeller i det sicilianske racerløb Targa Florio. Alfa Romeo vandt det første Verdensmesterskab for konstruktører i 1925 og det første AIACR Europamesterskab i 1931. Alfa Romeo har vundet utallige væddeløb, som udover Targa Florio tæller Mille Miglia og Le Mans. 
Alfa Romeo vandt desuden det allerførste Formel 1 mesterskab i 1950 og det næste året efter. Alfa Romeos fabrikshold blev outsourced til Enzo Ferraris Scuderia Ferrari fra 1933 til 1938.

### Aktuelle modeller
- Alfa Romeo 4C
- Alfa Romeo Giulia
- Alfa Romeo Stelvio

### Tidligere modeller
- Alfa Romeo 1900
- Alfa Romeo Alfasud
- Alfa Romeo Alfetta
- Alfa Romeo Giulia
- Alfa Romeo Giulietta
- Alfa Romeo Sprint
- Alfa Romeo 33
- Alfa Romeo 75
- Alfa Romeo 90
- Alfa Romeo 145
- Alfa Romeo 146
- Alfa Romeo 155
- Alfa Romeo 156
- Alfa Romeo 159
- Alfa Romeo 164
- Alfa Romeo 166
- Alfa Romeo GTV
- Alfa Romeo 147
- Alfa Romeo GT
- Alfa Romeo Brera
- Alfa Romeo Spider
- Alfa Romeo 8C Competizione
- Alfa Romeo MiTo
- Alfa Romeo Giulietta